# 101777 Robhoskins
101777 Robhoskins este o planetă minoră (asteroid) din centura de asteroizi. A fost descoperită pe 13 aprilie 1999 la Baton Rouge de Walter R. Cooney, Jr.⁠(d). 
Obiectul prezintă o orbită caracterizată de o semiaxă mare de 2,6947282868548 UAi, o excentricitate de 0,11, o înclinație de 11,7 ° în raport cu ecliptica.